# Feijoada

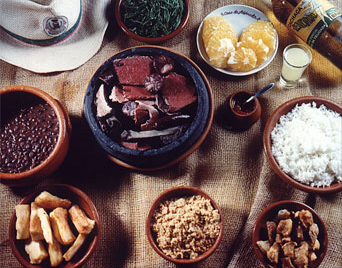
Zutaten für eine typische Feijoada

Feijoada (portugiesisch: „Bohneneintopf“) ist ein Eintopf aus Bohnen, Schweine- oder Rindfleisch und zahlreichen weiteren Zutaten. Feijoada ist in Portugal und vielen ehemaligen portugiesischen Kolonien wie z. B. Angola, Brasilien, Mosambik, Osttimor und Macau verbreitet.
In Brasilien und Angola gilt die Feijoada als Nationalgericht. Bei der Feijoada completa, die aus Brasilien stammt, werden die Bohnen mit Charque (Trockenfleisch), Räucherwürstchen, Zunge, Schweineohren und -füßen, Nelken, Lorbeer, ganzen schwarzen Pfefferkörnern, Knoblauch und Zwiebeln gekocht, dazu werden Reis, Farofa (geröstetes und angemachtes Maniokmehl), gedünsteter Couve mineira (bzw. außerhalb Brasiliens Grünkohl, Wirsing oder Mangold) und Orangenscheiben sowie eine Molho da pimenta, eine pikante bis scharfe Pfeffersauce, serviert. In Angola kommt Palmöl als Geschmacksverstärker in das Gericht. In der Regel werden schwarze Bohnen eingesetzt, selten auch rote oder braune. Das Gericht wurde von Portugiesen erfunden. Diese haben die Reste von Schweine- und Rindfleisch wie Ohren, Füße, Schwänze verwendet und sie mit schwarzen Bohnen zu einem Eintopf gekocht. Heutzutage wird Feijoada in Portugal mit den oben genannten Fleischsorten und mit Chouriço gekocht, sowie mit Dobrada (Kutteln). In Nordportugal wird oft noch etwas Weißbrot oder Weißkohl hinzugefügt. Bei der armen Bevölkerung kommen nur der Reis, die Bohnen und, soweit vorhanden, Carne seca oder Carne de sol, stark gesalzenes und getrocknetes Rindfleisch, auf den Tisch.
Historisch galt die Feijoada insbesondere in und seit der Herrschaft Getúlio Vargas’ als Arme-Leute-Essen sowie aufgrund der farblichen Kombination von weißem Reis und schwarzen Bohnen als kulinarisches Symbol der brasilianischen „Rassendemokratie“.